# The Funcooker
"The Funcooker" é o 14.° episódio da terceira temporada da série de televisão de comédia de situação norte-americana 30 Rock, e o quinquagésimo da série em geral. Teve o seu argumento co-escrito pelo co-coordenador de enredo Tom Ceraulo e pelo editor executivo de história Donald Glover, com a realização ficando a cargo de Ken Whittingham. A sua transmissão nos Estados Unidos ocorreu na noite de 12 de Março de 2009 através da National Broadcasting Company (NBC). As participações especiais para o episódio foram de Chris Parnell, John Lutz, Sue Galloway, Jackie Hoffman, e Andrew Polk. A jornalista Nancy O'Dell também participou do episódio desempenhando uma versão fictícia de si mesma.
No episódio, a argumentista-chefe Liz Lemon (interpretada por Tina Fey) vê-se obrigada a deixar a equipa do TGS with Tracy Jordan para cumprir serviço de juri, acabando por simpatizar com a arguida por ambas sofrerem do mesmo problema. Então, o estagiário Kenneth Parcell (Jack McBrayer) tenta assumir o comando da equipa. Entretanto, o executivo Jack Donaghy (Alec Baldwin) aproveita-se dos argumentistas do TGS para juntos criarem o nome do novo microondas da General Electric (GE). Em outros lugares, Jenna Maroney (Jane Krakowski) pede ajuda ao Dr. Leo Spaceman (Parnell) pois pretende cumprir com os seus deveres no TGS enquanto simultaneamente trabalha no filme biográfico não-autorizado de Janis Joplin.
No geral, "The Funcooker" foi recebido com aclamação universal pela crítica especialista em televisão do horário nobre, com a maioria dos elogios sendo direcionados ao enredo e à participação de Hoffman. Tracy Morgan recebeu uma nomeação a um Prémio Emmy pelo seu desempenho no episódio, enquanto Whittingham foi nomeado a um Prémio Imagem do NAACP. Conforme os dados publicados pelo serviço de mediação de audiências Nielsen Ratings, foi assistido por uma média de 6,4 milhões de domicílios norte-americanos ao longo da sua transmissão original, e foi-lhe atribuída a classificação de 3,9 e seis de share no perfil demográfico dos telespectadores entre os dezoito aos 49 anos de idade.

## Produção

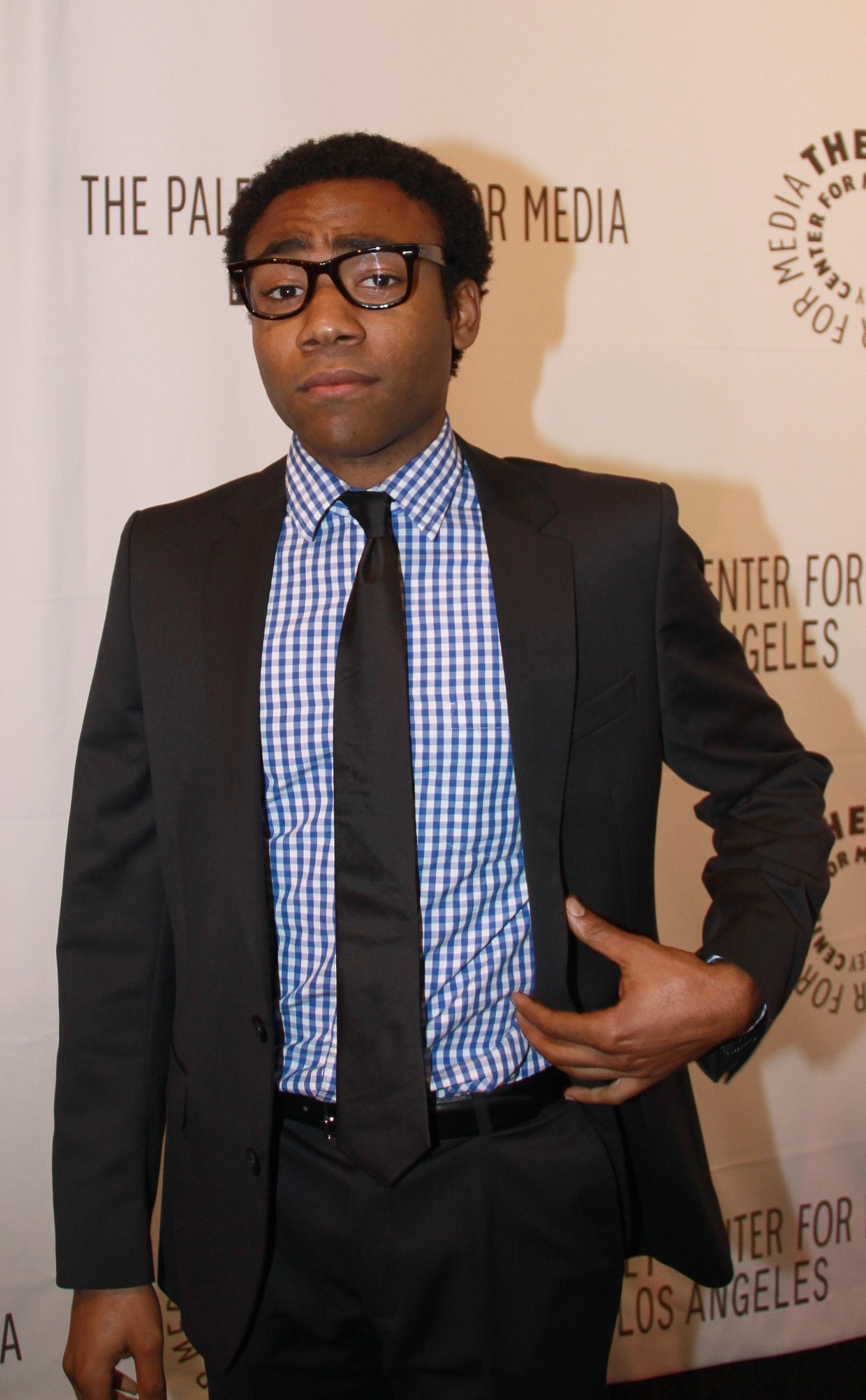
Donald Glover, editor executivo de história da terceira temporada de 30 Rock, co-escreveu o enredo de "The Funcooker".

"The Funcooker" é o 14.° episódio da terceira temporada de 30 Rock. O seu enredo foi co-escrito por Tom Ceraulo, co-coordenador de enredo, e Donald Glover, editor executivo de história da temporada. A realização ficou a cargo de Ken Whittingham. Esta foi a primeira vez que Ceraulo recebeu um crédito de argumento e Whittingham recebeu foi creditado como realizador, e o segundo episódio do seriado a ter o seu guião escrito por Glover, assim como o primeiro da temporada.
Embora o seu nome tenha sido creditado durante a sequência de créditos de abertura, o actor Scott Adsit, intérprete da personagem Pete Hornberger, não participou de "The Funcooker." Por outro lado, a actriz e comediante Jackie Hoffman fez uma participação no episódio interpretando a criminosa Rochelle Gaulke, assim como Nancy O'Dell, conhecida por apresentar o programa de notícias de entretenimento Access Hollywood. O'Dell interpretou uma versão fictícia de si própria em uma cena na qual lê um pedido de desculpas escrito pela NBC em nome de Tracy, e já havia anteriormente participado em "Señor Macho Solo" desempenhando o mesmo papel.
Em "The Funcooker", o actor e comediante Chris Parnell fez a sua décima participação especial em 30 Rock a interpretar o Dr. Leo Spaceman. Parnell já foi integrante do elenco do Saturday Night Live (SNL), um programa de televisão humorístico norte-americano transmitido pela NBC no qual Tina Fey — criadora, produtora executiva e actriz principal de 30 Rock — foi argumentista-chefe entre 1999 e 2006. Vários outros membros do elenco do SNL já fizeram uma participação em 30 Rock. Eles são: Fred Armisen, Kristen Wiig, Will Ferrell, Jimmy Fallon, Amy Poehler, Julia Louis-Dreyfus, Bill Hader, Jason Sudeikis, Tim Meadows, Molly Shannon, Siobhan Fallon Hogan, Gilbert Gottfried, Bobby Moynihan, Rachel Dratch, Will Forte, Jan Hooks, Horatio Sanz, e Rob Riggle. Ambos Fey e Tracy Morgan fizeram parte do elenco principal do SNL, com Fey sendo ainda a apresentadora do segmento Weekend Update. Outros membros da equipa de 30 Rock que trabalharam em SNL são John Lutz, argumentista entre 2003 a 2010, e Steve Higgins, argumentista e produtor do SNL desde 1995. O actor Alec Baldwin apresentou o SNL por dezassete vezes, o maior número de episódios por qualquer personalidade.
O actor e comediante Judah Friedlander, intérprete da personagem Frank Rossitano em 30 Rock, é conhecido pelos seus bonés de camioneiro de marca registada que usa dentro e fora da personagem Frank. Os chapéus normalmente apresentam palavras ou frases curtas estampadas neles. Friedlander afirmou que ele próprio é quem faz os acessórios. Revelou também que "alguns deles são brincadeiras íntimas, e alguns são simplesmente piadas." A ideia veio do persona de Friedlander nas suas apresentações de comédia stand up, nas quais os objectos de adorno estão todos estampados com a escrita "campeão mundial" em línguas e aparências diferentes. Em "The Funcooker," Frank usa um boné que lê "Reverse Pendulum".

## Enredo
Liz Lemon (Tina Fey) é chamada a resolver um problema de relações públicas causado por Tracy Jordan (Tracy Morgan) e Jenna Maroney (Jane Krakowski) enquanto apresentavam o Desfile do Dia de São Patrício, no qual Jenna desmaiou e Tracy praguejou durante a transmissão televisiva ao vivo. Para piorar as coisas, Liz é convocada para o serviço de júri e não consegue se livrar da obrigação, embora tente convencer o tribunal que é a Princesa Leia. Quando sai dos estúdios do TGVS para cumprir esta tarefa, ela não deixa ninguém no comando e permite que a equipa fique sem supervisão. Porém, mais tarde atribuiu o poder a Kenneth Parcell (Jack McBrayer) depois de tomar conhecimento que os seus subordinados haviam se descontrolado. O caso judicial no qual Liz é juri é sobre Rochelle Gaulke (Jackie Hoffman), uma mulher cujos trabalho e vida são paralelos aos de Liz, como ambas têm funcionários com nomes Tracy e Jenna que focam-se em tornar as sua vidas mais difíceis.
Enquanto isso, cansada de trabalhar no TGS de dia e na biografia ilegal de Janis Joplin à noite, Jenna visita o Dr. Spaceman (Chris Parnell) para pedir ajuda sobre como coinciliar este desafio. O doutor prescreve-lhe um comprimido experimental de classe militar testado em ratos para manter-lhes acordados. Ao mesmo tempo, Tracy acredita que ter dinheiro suficiente para pagar as multas da Federal Communications Commission (FCC) significa que ele pode dizer qualquer coisa na televisão. Como resultado, Tracy pragueja no The Martha Stewart Show e, depois de saber que os patrocinadores do TGS estavam a desistir do mesmo devido ao seu comportamento, ele decide patrocinar o programa por conta própria. Entretanto, Jack Donaghy (Alec Baldwin) tenta desesperadamente encontrar um nome inofensivo em qualquer idioma para o novo microondas de bolso da GE. Como Liz está a cumprir serviço de juri, Jack atribui esta tarefa à equipa de argumentistas do TGS, que também não consegue inventar um. Mais tarde, Kenneth acaba sugerindo o nome The Funcooker, bem recebido por Jack.
De volta aos estúdios da NBC, a emissão ao vivo do TGS é interrompida pelo Dr. Spaceman que tenta desesperadamente forçar Jenna a dormir pois ela pode morrer por causa dos comprimidos que consumiu, tal qual como os ratos do laboratório. Tracy cria uma distração, baixando as calças e expondo as suas nádegas, às quais refere por The Funcooker, levando todo mundo a perceber a origem do nome sugerido por Kenneth. Farta com o caos, Liz manda toda a equipa do programa, incluindo o Dr. Spaceman e Kenneth, para o seu escritório. Do lado de fora, ela segura uma caixa de fósforos e reflecte sobre a arguida do tribunal, que admitiu ter cometido um incêndio criminoso como maneira de recuperar os seus trabalhadores "fora de controle." Então, Liz inicia um pequeno incêndio por acidente, que é rapidamente apagado pelos bombeiros mas assusta a todos.

### Análises da crítica

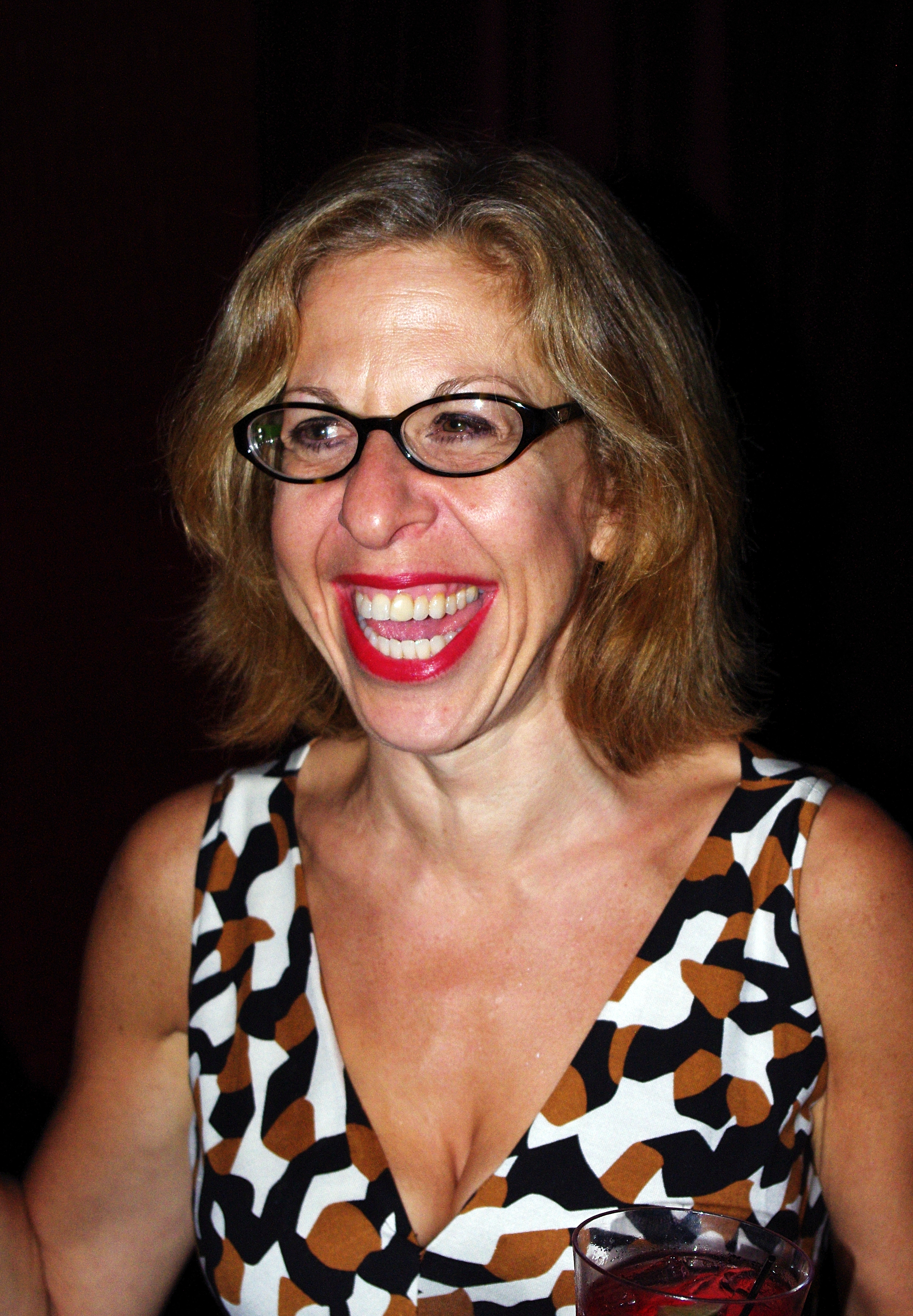
A actriz convidada Jackie Hoffman foi elogiada pelo seu desempenho em "The Funcooker."